# Фюрт (Оденвальд)
Фюрт (нем. Fürth) — община в Германии, в земле Гессен. Подчиняется административному округу Дармштадт. Входит в состав района Бергштрассе. Население составляет 10 669 человек (на 31 декабря 2010 года). Занимает площадь 38,41 км².
Община подразделяется на 11 сельских округов.